# Marinens officershögskola i Göteborg

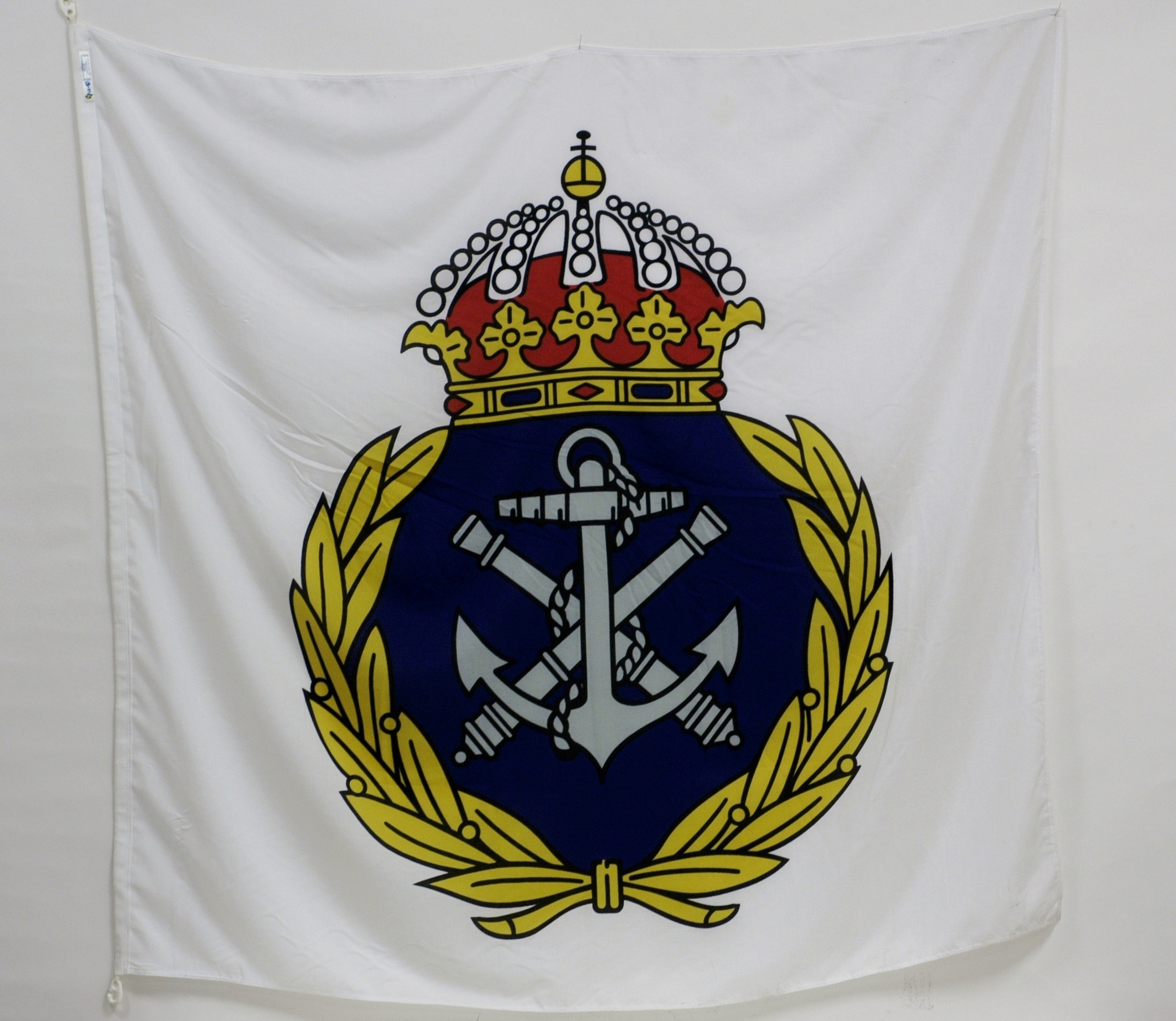
Marinens officershögskolas fana åren 1984–1998.

Marinens officershögskola i Göteborg (MOHS G) var en officershögskola för kustartilleriet inom svenska marinen, som verkade åren 1981–1984. Förbandsledningen var förlagd i Göteborgs garnison, Göteborg.

## Historik
Genom reformen "Ny befälsordning" bildades Marinens officershögskola den 1 juni 1981 under namnet Marinens officershögskola i Göteborg (MOHS G). Skolan var då en del av Älvsborgs kustartilleriregemente, och har sitt ursprung ur Befälsskolan som bildades 1956 vid Älvsborgs kustartilleriregemente. Skolan invigdes under en ceremoni i Göteborg, där bland annat chefen för Västkustens marinkommando Bengt Rasin höll ett invigningstal. Inför försvarsbeslutet 1982 föreslog regeringen för riksdagen i sin proposition 1981/82:102 besparingar inom försvaret. Där regeringen bland annat föreslog att verksamheten vid Västkustens militärkommando med Älvsborgs kustartilleriregemente i Göteborg skulle reduceras. Och av regionalpolitiska skäl föreslog regeringen att Marinens officershögskola i Göteborg och huvuddelen av Marinens sjukvårdsskola skulle lokaliseras till Karlskrona. Officershögskolan i Göteborg skulle därmed uppgå i flottans officershögskola i Karlskrona. Bakgrunden till besparingarna samt omstruktureringarna i Göteborg och Karlskrona, berodde på att regeringen ville behålla grundutbildningen vid Härnösands kustartilleriregemente (KA 5). Den 30 juni 1984 upplöstes och avvecklades Marinens officershögskola i Göteborg. Från den 1 juli 1984 antog Marinens officershögskola i Karlskrona (MOHS K) det nya namnet Marinens officershögskola (MOHS), det med anledning av att skolan blev gemensam för hela marinen.

## Verksamhet
Befälsskolan ansvarade för den grundläggande utbildningen för stam- och reservofficersaspiranter samt flertalet plutonsbefälselever inom kustartilleriet. Genom "Ny befälsordning" överfördes officersutbildningen till den nya skolan, medan övriga utbildningar fördelades på kustartilleriets övriga förband och skolor. Från 1981 bedrev Marinens officershögskola den grundläggande officersutbildning inom svenska kustartilleriet. Utbildningen sträckte sig över två år, varav fem månader teori och
19 månader praktik.

## Förläggningar och övningsplatser
När Befälsskolan bildades 1956 förlades den till kasern C på Käringberget i Västra Frölunda, men kom senare att flyttas till kasern A1-2 inom samma kasernområde.

## Förbandschefer
Förbandscheferna vid skolan titulerades "skolchef".

- 1981–198?: Överstelöjtnant Sven Robertsson
- 198?–198?: ???

## Namn, beteckning och förläggningsort
| Marinens officershögskola i Göteborg | 1981-06-01 | – | 1984-06-30 |

| MOHS G | 1981-06-01 | – | 1984-06-30 |

| Göteborgs garnison (F) | 1981-06-01 | – | 1984-06-30 |